# Борское сельское поселение (Тихвинский район)
Бо́рское се́льское поселе́ние — муниципальное образование в составе Тихвинского района Ленинградской области.
Административный центр — деревня Бор.
Главой поселения является Крупнова Анна Борисовна, главой администрации — Евпак Елена Анатольевна.

## Географическое положение
Общая площадь — 351 км².
Расположено в центральной части Тихвинского района.
- Граничит:
  - на северо-востоке — с Ганьковским сельским поселением
  - на востоке — с Шугозёрским сельским поселением
  - на юго-востоке — с Бокситогорским районом
  - на юге — с Тихвинским городским поселением
  - на западе — с Цвылёвским сельским поселением
  - на западе и северо-западе — с Горским сельским поселением

По территории поселения проходят автодороги:
- 41А-009 (Лодейное Поле — Тихвин — Чудово)
- 41К-021 (Паша — Часовенское — Кайвакса)
- 41К-898 (подъезд к дер. Дуброво)
- 41К-935 (Сарожа — Черноваткино — Кованщина)

Расстояние от административного центра поселения до районного центра — 17 км.
По территории поселения протекают реки Паша и Шомушка. Между ними проходит водораздел между бассейнами Свири, к которому относится Паша, и Сяси, к которому относится Шомушка.

## История
В начале 1920-х годов в составе Пригородной волости Тихвинского уезда Череповецкой губернии был образован Шомушский сельсовет.
В августе 1927 года Шомушский сельсовет вошёл в состав вновь образованного Тихвинского района Ленинградской области.
По данным 1933 года центром Шомушского сельсовета являлась деревня Кайвакса, в 1936 году центром сельсовета уже числилась деревня Бор.
22 мая 1965 года в состав Шомушского сельсовета был включён Сарожский сельсовет.
В конце 1970-х годов Шомушский сельсовет с центром в деревне Бор был переименован в Борский сельсовет.
18 января 1994 года постановлением главы администрации Ленинградской области № 10 «Об изменениях административно-территориального устройства районов Ленинградской области» Борский сельсовет, также как и все другие сельсоветы области был преобразован в Борскую волость.
1 января 2006 года в соответствии с областным законом № 52-оз от 1 сентября 2004 года «Об установлении границ и наделении соответствующим статусом муниципального образования Тихвинский муниципальный район и муниципальных образований в его составе» было образовано Борское сельское поселение, в которое вошла территория бывшей Борской волости.

## Население
Изменение численности населения.
| 2006  | 2010  | 2011  | 2012  | 2013  | 2014  | 2015  |
| ----- | ----- | ----- | ----- | ----- | ----- | ----- |
| 1700  | ↘1593 | ↘1587 | ↗1600 | ↘1595 | ↗1618 | ↗1630 |
| 2016  | 2017  | 2018  | 2019  | 2020  | 2021  | 2023  |
| ↘1617 | ↘1605 | ↘1581 | ↘1561 | ↘1524 | ↘1509 | ↗1522 |
| 2024  | 2025  |       |       |       |       |       |
| ↘1517 | ↗1523 |       |       |       |       |       |

## Состав сельского поселения
| №  | Населённый пункт | Тип населённого пункта          | Население    |
| -- | ---------------- | ------------------------------- | ------------ |
| 1  | Бор              | деревня, административный центр | ↗1242 (2017) |
| 2  | Владычно         | деревня                         | ↗7 (2017)    |
| 3  | Дуброво          | деревня                         | ↗99 (2017)   |
| 4  | Кайвакса         | деревня                         | ↗186 (2017)  |
| 5  | Каливец          | деревня                         | ↗28 (2017)   |
| 6  | Кованщина        | деревня                         | ↘2 (2017)    |
| 7  | Кривой Наволок   | деревня                         | ↗9 (2017)    |
| 8  | Монино           | деревня                         | →1 (2017)    |
| 9  | Сарожа           | деревня                         | ↗90 (2017)   |
| 10 | Черноваткино     | деревня                         | ↗11 (2017)   |
| 11 | Шомушка          | деревня                         | ↘15 (2017)   |